# Яковишин, Леонид Григорьевич
Леонид Григорьевич Яковишин (укр. Леонід Григорович Яковишин; 19 мая 1939, Казатин, Винницкая область — 26 июля 2025, Киев) — украинский аграрий и политик, генеральный директор товарищества «Земля и воля» Черниговской области, народный депутат Украины (1990—1994), Герой Украины (2004).

## Биография
Родился 19 мая 1939 года в г. Казатин, Винницкой области в семье служащего. Украинец.
Был женат, имел 2 детей. Был членом КПСС.

### Образование
- Окончил Уманский сельскохозяйственный институт (1956—1961), агроном.
- Кандидат экономических наук, кандидатская диссертация — «Интенсификация производства картофеля и основные пути повышения его экономической эффективности (на опыте Черниговской области)» (Харьковский сельскохозяйственный институт, 1984).

### Деятельность
- С 1961 — старший агроном, исследовательско-показательный совхоз «Мирогощанский» Дубновского района Ровенской области.
- С 1962 — старший агроном-инспектор, Дубновское территориальное колхозно-совхозное управление.
- С 1964 — старший агроном, Ровенское управление хлебопродуктов.
- С 1965 — агроном, Ровенское управление сельского хозяйства.
- С 1966 — начальник, Костопольское районное управление сельского хозяйства Ровенской области.
- С 1970 — директор Бобровицкого совхоза-техникума.
- C 1990 по 1995 — занимался политической деятельностью.
- С 1995 — генеральный директор товарищества «Земля и воля»[1], г. Бобровица, Бобровицкий район, Черниговская область.

### Смерть
Умер 26 июля 2025 года в Киеве в Национальном Научном Центре хирургии и трансплантологии им. А. А. Шалимова, где он провёл последние дни своей жизни. Ранее он выразил желание, чтобы его похоронили в специально построенном для него мавзолее на окраине города Бобровицы Черниговской области.

## Награды и звания
- Герой Украины (с вручением ордена Державы, 22 августа 2004 — за выдающиеся личные заслуги перед Украинским государством в развитии агропромышленного комплекса, достижение высоких производственных показателей, многолетний самоотверженный труд).
- Награждён советским орденом Знак Почёта.